# Kelet-karibi Államok Szervezete
Az 1981-ben alakult Kelet-karibi Államok Szervezete (angolul: Organisation of Eastern Caribbean States, OECS) egy kormányközi szervezet, melynek célja a kelet-karibi térség gazdasági harmonizációja és integrációja, az emberi és törvényes jogok védelme és a jó kormányzás gyakorlatának megteremtése. Nagy szerepet játszik a felelősségek és kötelezettségek elosztásában természeti katasztrófák, mint például egy hurrikán esetén.
Fő szerve, a titkárság Saint Lucia fővárosában, Castriesben van.

## Története
A Kelet-karibi Államok Szervezete 1981. június 18-án alakult a Basseterrei Egyezménnyel, amely Saint Kitts és Nevis fővárosa után kapta a nevét. A szervezet a Szélcsendes-szigetek politikai szervezetének (West Indies Associated States, WISA) az utódja.
A modernkori szervezet egyik fontos jellemzője a tagállamok közötti gyorsított ütemű transznacionális integráció.
A szervezet minden tagállama (Martinique kivételével) teljes vagy társult tagjai Karib-tengeri közösségnek, és azon országok között vannak, akik másodikként csatlakoztak a CARICOM Egységes Piac és Gazdaság (CSME) országaihoz. A tárgyalások jelenleg tartanak Martinique csatlakozásáról a Karibi-közösséghez.

## Tagok
Az OECS-nek jelenleg tíz tagállama van a kelet-karibi térség mentén, melyek együttesen egy majdnem összefüggő szigetcsoportot alkotnak a Szélcsendes-szigeteken és Szél felőli szigeteken keresztül:
- Antigua és Barbuda
- Dominikai Közösség
- Grenada
- Montserrat
- Saint Kitts és Nevis
- Saint Lucia
- Saint Vincent és a Grenadine-szigetek
- Brit Virgin-szigetek
- Anguilla
- Martinique

A szervezet két földrajzilag legelszigeteltebb tagja, Anguilla és a Brit Virgin-szigetek csupán társult tagsági státusszal bírnak, a szervezet ezt a két országot diplomáciailag nem képviseli, ahogyan Martinique-et, a harmadik társult tagot Sem. Minden más vonatkozásban teljes értékű tagnak számítanak.
A tagállamok közül hat volt angol gyarmat. További három, Anguilla, a Brit Virgin-szigetek, és Montserrat máig brit tengerentúli területek , miközben Martinique francia tengerentúli terület. A tízből nyolc ország tekinti II. Erzsébet brit királynőt uralkodójának (Dominika államformája köztársaság és Martinique francia köztársaság). A kelet-karibi dollár érméin és bankjegyein II. Erzsébet arcképe van. Ugyan a tagságnak nem feltétele, hogy az ország egykori brit gyarmat legyen, de a szoros történelmi, kulturális és gazdasági kapcsolatok hasonlóan fontos szerepet játszanak a taggá válásban, mint a földrajzi közelség.

### Lehetséges leendő tagok
Bár majdnem minden jelenlegi tagország egykori brit gyarmat, a régió más országai is jelezték felvételi szándékukat társult tagként a szervezetbe. Az első az Amerikai Virgin-szigetek voltak, mely 1990 februárjában nyújtotta be csatlakozási kérelmét és kérte az Egyesült Államok szövetségi kormányának a beleegyezését. Ekkor az USA kormányzata még nem érezte megfelelőnek az időt egy hasonló indítványra, ennek ellenére az Amerikai Virgin-szigetek továbbra is érdekelt maradt a csatlakozásban és 2002-ben kijelentette, hogy egy későbbi időpontban ismét benyújtja majd kérelmét az USA-nak. 2001-ben Saba, a Netherlands Antilles egy szigete kérvényezte felvételét a szövetségbe. Saba tanácsa 2001. május 30-án vetette fel a csatlakozás ötletét, ezt követően pedig 2001. június 7-én a végrehajtó tanács a csatlakozás támogatása mellett döntött. Ezután Saba szenátorát kérték meg, hogy kérvényezze a Holland-Antillák parlamentjét a csatlakozás támogatására. A parlament támogatása mellett a Holland Királyság kormányának a beleegyezésére is szükség volt. Saba csatlakozási kérelmét St. Kitts és Nevis is támogatta, és ezt az OECS országok 34. vezetői találkozóján előterjesztették. Szintén 2001-ben Sint Marteen, a Holland Antillák egy másik szigete is felfedezte az OECS-hez való csatlakozás lehetőségét. Miután tudomást szerzett Saba csatlakozási szándékáról, St. Marteen olyan megoldásokat kezdett keresni, amelyekkel a két sziget egymást támogathatná csatlakozási törekvéseikben.